# Matt Shoemaker
Pour les articles homonymes, voir Shoemaker.
Matthew David Shoemaker (né le 27 septembre 1986 à Wyandotte, Michigan, États-Unis) est un lanceur droitier des Ligues majeures de baseball.

## Carrière

### Équipe des États-Unis
Matt Shoemaker joue avec l'équipe des États-Unis à la Coupe du monde de baseball 2011 et aux Jeux panaméricains de 2011.

### Ligue majeure de baseball
Matt Shoemaker joue pour les Eagles de l'université de l'Est du Michigan. Il signe son premier contrat professionnel en 2008 pour 10 000 dollars avec les Angels de Los Angeles, après avoir été oublié par tous les clubs du baseball au précédent repêchage amateur.
Il fait ses débuts dans le baseball majeur avec les Angels le 20 septembre 2013, après 6 saisons dans les majeures dont trois à la porte des majeures, dans le niveau Triple-A. À son seul match joué cette saison-là, le lanceur partant n'accorde aucun point sur deux coups sûrs et réussit 5 retraits sur des prises en 5 manches lancées face aux Mariners de Seattle, mais n'est pas impliqué dans la décision. C'est son seul match avec les Angels avant l'année suivante.

### Saison 2014
Shoemaker est principalement utilisé comme lanceur partant par les Angels en 2014, même si au terme du camp d'entraînement le club n'a pas l'intention de lui faire une place dans la rotation et le garde plutôt dans l'effectif pour le faire lancer en longue relève. Il remporte sa première victoire dans les majeures le 13 mai 2014 à Philadelphie. Le 21 août 2014 à Boston, la recrue de 27 ans amène un match sans coup sûr jusqu'en 7e manche : après avoir atteint le premier frappeur du match, Brock Holt, il retire 20 joueurs des Red Sox de suite avant de finalement allouer un coup sûr à Will Middlebrooks après deux retraits en 7e.
Il connaît une brillante saison recrue avec une moyenne de points mérités de 3,04 en 20 départs, 7 matchs joués en relève et 136 manches lancées. Il remporte 16 victoires contre seulement 4 défaites, pour le meilleur ratio victoires-défaites des lanceurs de la Ligue américaine cette année-là, et termine 2e au vote désignant la recrue de  l'année dans l'Américaine, derrière le lauréat et choix unanime José Abreu de Chicago.
Après avoir sauté ses deux derniers départs prévus en fin de saison régulière à cause d'une blessure aux côtes, il fait ses débuts en éliminatoires comme lanceur partant des Angels dans le second match de la Série de division et livre un beau duel de lanceurs à son adversaire, Yordano Ventura, une autre recrue, des Royals de Kansas City. Shoemaker n'accorde qu'un point sur 5 coups sûrs et réussit 6 retraits sur des prises en 6 manches lancées, et quitte le match sur une égalité de 1-1. Les Angels perdent la rencontre mais Shoemaker n'est pas impliqué dans la décision.

### Blue Jays de Toronto
Matt Shoemaker rejoint les Blue Jays de Toronto pour la saison 2019.